# Jimmie Lunceford
Jimmie Lunceford, pseudonimo di James Melvin Lunceford (Fulton, 6 giugno 1902 – Seaside, 12 luglio 1947), è stato un sassofonista e direttore d'orchestra statunitense, leader di una grande band dell'era dello swing, che ha rivaleggiato con le orchestre di Duke Ellington, Benny Goodman e Count Basie..

## Biografia

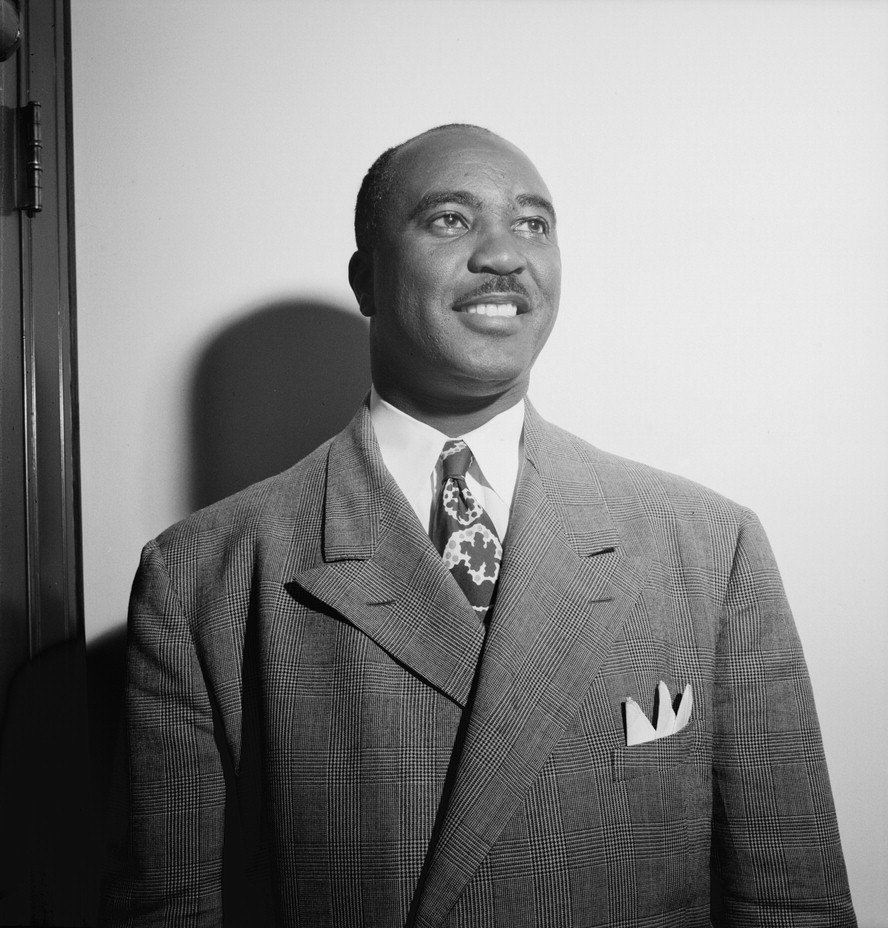
Jimmie Lunceford 1946 (J Gottlieb ph.)

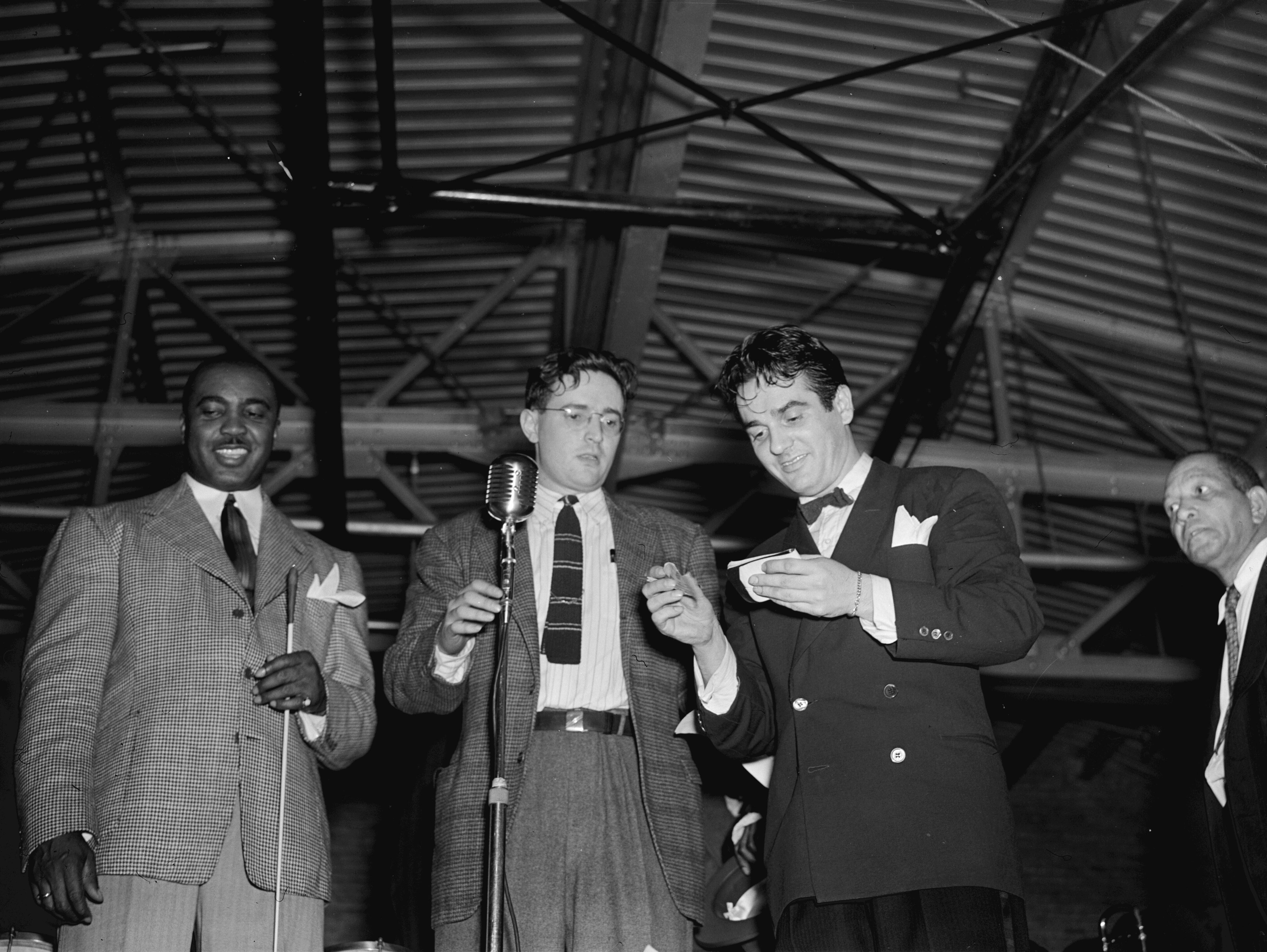
Jimmie Lunceford, William P. Gottlieb e Gene Krupa, circa 1940

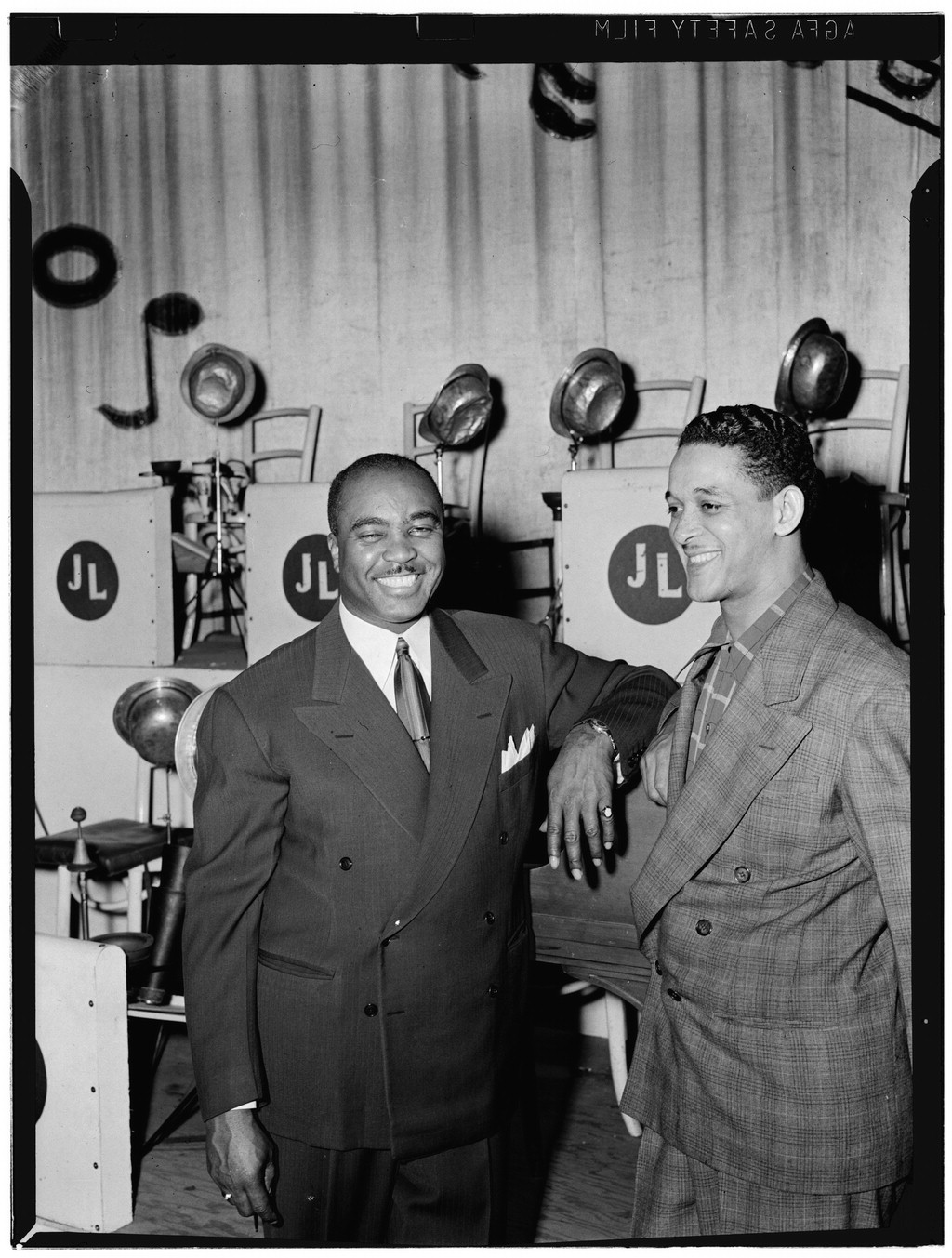
Trummy Young (destra) e Jimmie Lunceford, circa 1940

L'orchestra di Jimmie Lunceford differiva da molte delle altre grandi band degli anni trenta e Anni quaranta, in quanto il gruppo di Lunceford si caratterizzò in minor misura per i suoi solisti e maggiormente per il suo lavoro d'insieme.
Inoltre, la maggior parte delle band del periodo utilizzava un ritmo in quattro quarti mentre Lunceford, grazie al genio di Sy Oliver,  sviluppava uno swing rilassato e irresistibile in un due quarti spesso suonato a tempo medio. Tale approccio ritmico divenne noto durante l'era dello swing come il "Lunceford two beats".
La formazione musicale di Jimmie Lunceford avvenne sotto la guida di Wilberforce J. Whiteman, padre di Paul Whiteman. La sua carriera di studi culminò con la laurea in giurisprudenza alla Fisk University a Nashville, oltre che con la frequentazione del City College di New York.
Nel 1927Jimmie Lunceford formò una prima modesta band, i Chickasaw Syncopators,composta, tra gli altri, da Moses Allen (basso), Jimmy Crawford (batteria), Willie Smith (alto) e Eddie Wilcox (pianoforte), dimostrando grande intuito nella scelta degli arrangiatori e dei musicisti. Negli anni seguenti diversi nuovi musicisti  modificarono la prima formazione arricchendola, con queste modifiche  incise nuovamente per la RCA nel 1930.
Nel 1933, dopo altre diverse sostituzioni, l'ingresso di Joe Thomas al sassofono tenore, di Bill Carruthers al sassofono baritono e soprattutto con l'ingresso di Melvin "Sy" Oliver come arrangiatore e prima tromba, l'orchestra aveva acquisito una sua formazione stabile e stava perfezionando un proprio suono e stile. Sono del 1933 Jazznocracy e White Heat,  brani muscolosi e swinganti entrambi scritti ed arrangiati da Will Hudson.
Il 1934 è un anno capitale per l'orchestra, che grazie ai nuovi arrivi e agli arrangiamenti di Sy Oliver stava definendo un proprio stile oltre ad  una prestigiosa scrittura al  Cotton Club di Harlem.
Uptown Blues, T'ain't What You Do, Lunceford Special e Rhythm is Our Business per la Decca Records sono altri brani notevoli di quest'anno cruciale.
Anche Paul Webster alla tromba, Eddie Durham e più tardi Trummy Young al trombone si rivelarono elementi fondamentali per la band di Lunceford a metà degli anni trenta.
Nel 1935 il gruppo, allora chiamato Jimmie Lunceford's Orchestra, era considerato uno delle migliori bande swing nere.
Nel suo periodo migliore la band si caratterizzò anche per le esibizioni vocali, sussurranti, ansimanti, di Oliver, Smith, Joe Thomas e più tardi di Trummy Young, oltre che per lo spettacolare lancio delle trombe in aria da giocolieri, e soprattutto per un impasto sonoro morbido e soffice di forte suggestione formale.
Nel 1935 la band registrò per la Decca diversi brani scritti e arrangiati da Sy Oliver: For Dancers Only, Margie, Posin, Slumming On Park Avenue, My Blue Heaven, Organ Grinders Swing.
Quando Sy Oliver lasciò la band nel 1939, venne sostituito da Bill Moore Jr., ma ben presto la band ebbe problemi, a causa del grande carico di lavoro e degli stipendi bassi che Lunceford pagava ai suoi musicisti.
Nel maggio del 1942 Lunceford licenziò molti dei suoi principali musicisti e la popolarità della band scemò gradualmente fino alla morte del leader nel 1947 per un attacco di cuore e si sciolse nel 1949.

## Discografia

### Compact Disc
The Chronological (Classics) Ristampa in 10 volumi di tutte le incisioni in studio dell'orchestra di Jimmie Lunceford, ad eccezione delle alternate takes.
- 1930-34 - The Chronological  J L & His Orchestra (Classics #501)
- 1934-35 - The Chronological  J L & His Orchestra  (Classics #505)
- 1935-37 - The Chronological  J L & His Orchestra (Classics #510)
- 1937-39 - The Chronological  J L & His Orchestra   (Classics #520)
- 1939-00 - The Chronological  J L & His Orchestra (Classics #532)
- 1939-40 - The Chronological  J L & His Orchestra (Classics #565)
- 1940-41 - The Chronological  J L & His Orchestra  (Classics #622)
- 1941-45 - The Chronological  J L & His Orchestra  (Classics #862)
- 1945-47 - The Chronological  J L & His Orchestra  (Classics #1082)
- 1948-49 - The Chronological  J L & His Orchestra  (Classics #1151)

(I brani del 1948-49 sono stati incisi dopo la morte di Lunceford dall'Orchestra Lunceford sotto la direzione di Eddie Wilcox e Joe Thomas)
Complete Edition (Masters Of Jazz Series - Media 7) Ristampa in 8 volumi di tutte le incisioni in studio e dal vivo dell'orchestra di Jimmie Lunceford, incluse le alternate takes, tra il 1927 e il 1939. I volumi 2, 3 e 4 sono indispensabili.
- 1927-34 - Vol. 1 Complete Edition (Masters Of Jazz MJCD # - Media 7)
- 1934-00 - Vol. 2 Complete Edition (Masters Of Jazz MJCD # - Media 7)
- 1935-36 - Vol. 3 Complete Edition (Masters Of Jazz MJCD # - Media 7)
- 1936-37 - Vol. 4 Complete Edition (Masters Of Jazz MJCD # - Media 7)
- 1937-39 - Vol. 5 Complete Edition (Masters Of Jazz MJCD # - Media 7)
- 1939-00 - Vol. 6 Complete Edition (Masters Of Jazz MJCD #98 - Media 7)
- 1939-40 - Vol. 7 Complete Edition (Masters Of Jazz MJCD #147 - Media 7)
- 1940-00 - Vol. 8 Complete Edition (Masters Of Jazz MJCD #160 - Media 7)

Altro
- 1927- 46 - Strictly Lunceford (4xCD box set) (Proper, 2007)
- 1934-45 - The Complete Jimmie Lunceford Decca Sessions  (7xCD box set) (Mosaic, 2014)

### Long Playing

#### Decca records
- 1934-35 - Rhythm Is Our Business Vol. 1 (Jazz Heritage Series #3 - 1968 Lp)
- 1935-36 - Harlem Shout Vol. 2 (Jazz Heritage Series #6 - 1968 Lp)
- 1936-37 - For Dancers Only Vol. 3 (Jazz Heritage Series #8 - 1968)
- 1938-42 - Blues In The Night Vol. 4 (Jazz Heritage Series #15 - 1968)
- 1934-37 - Jimmie's Legacy Vol. 5 (Jazz Heritage Series #21- 1980)
- 1941-44 - The Last SparksVol. 5 (Jazz Heritage Series #22 - 1980)

#### Columbia records
- 1939-40  - Lunceford Special (Columbia recordings - 1956 Lp

#### Majestic recordings
- 1989 - Margie (1946-1947 Majestic recordings - Lp)